# Prostřední Putim
Prostřední Putim je rybník ležící na bezejmenném pravostranném přítoku Blanice nedaleko jihočeské Putimi. Je součástí kaskády rybníků, která se v těchto místech nachází. Navazuje na rybník Stará Putim, od kterého je oddělen silnicí Písek-Putim-Bavorov číslo II/140. Je podlouhlého tvaru mírně do zatáčky ze severozápadu na jih. Je asi 775 m dlouhý a 270 m široký. Je napájen z rybníka Stará Putim, dále na severu potokem přitékající od Smrkovic a dalším potokem na východě, který pramení za oborou Hůrka. Voda odtéká stavidlem a přepadem hráze na jih do rybníků Netušil a Podkovka. V okolí rybníka jsou louky a pole. Východní břehy jsou podmáčené. Na severozápadě vede v jedné části silnice druhé třídy číslo 140; na východě železniční trať Zdice–Protivín; po hrázi cesta spojující již zmíněnou silnici a další rybníky nacházející se pod Prostřední Putimí. Po cestě se lze dostat až do Putimi a na putimské nádraží. Na hrázi rybníka jsou vzrostlé duby. Rybník se nachází v katastru písecké městské části Smrkovice. Rybník vznikl před rokem 1837.

## Galerie

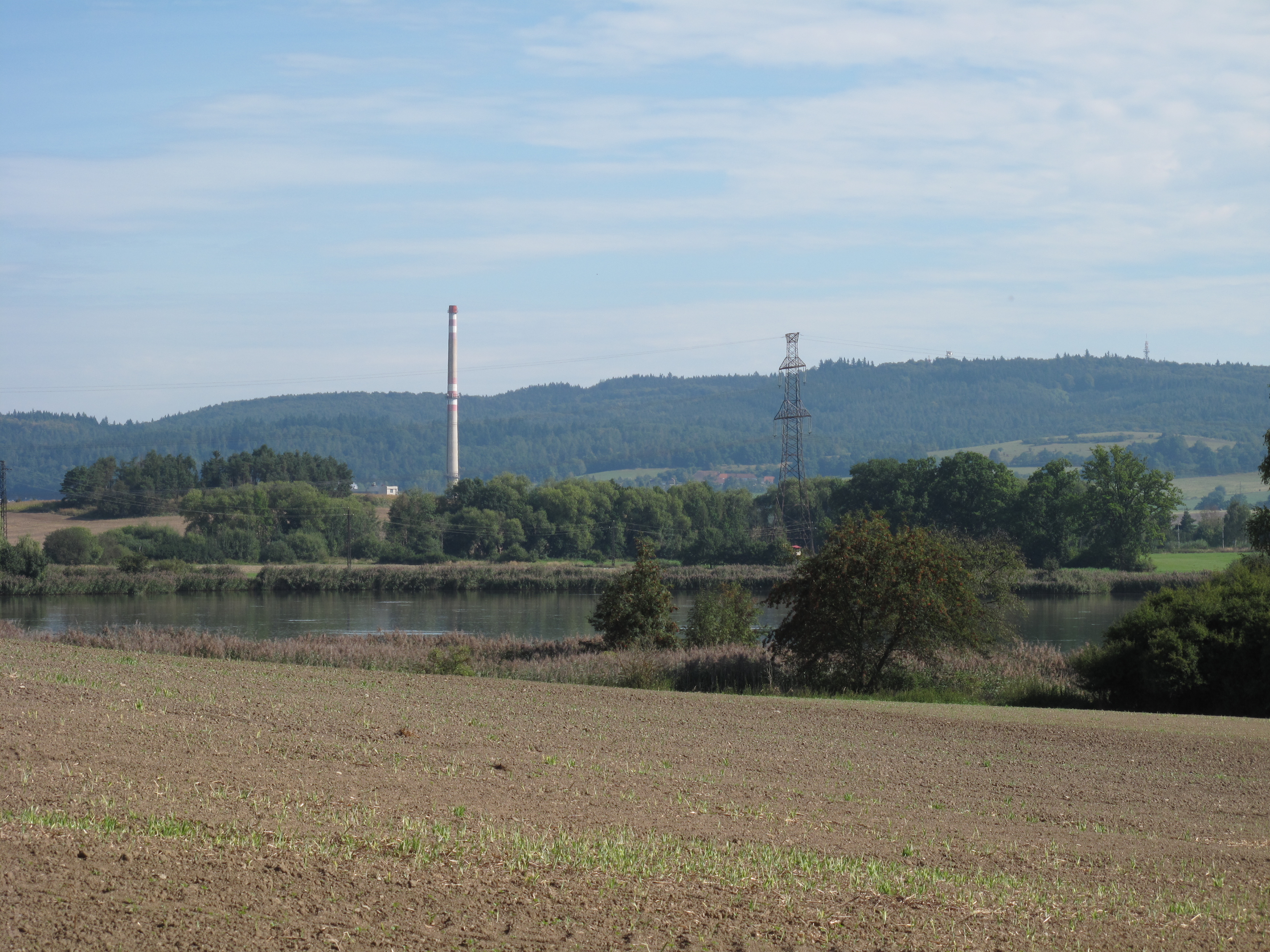
Prostřední Putim zdálky
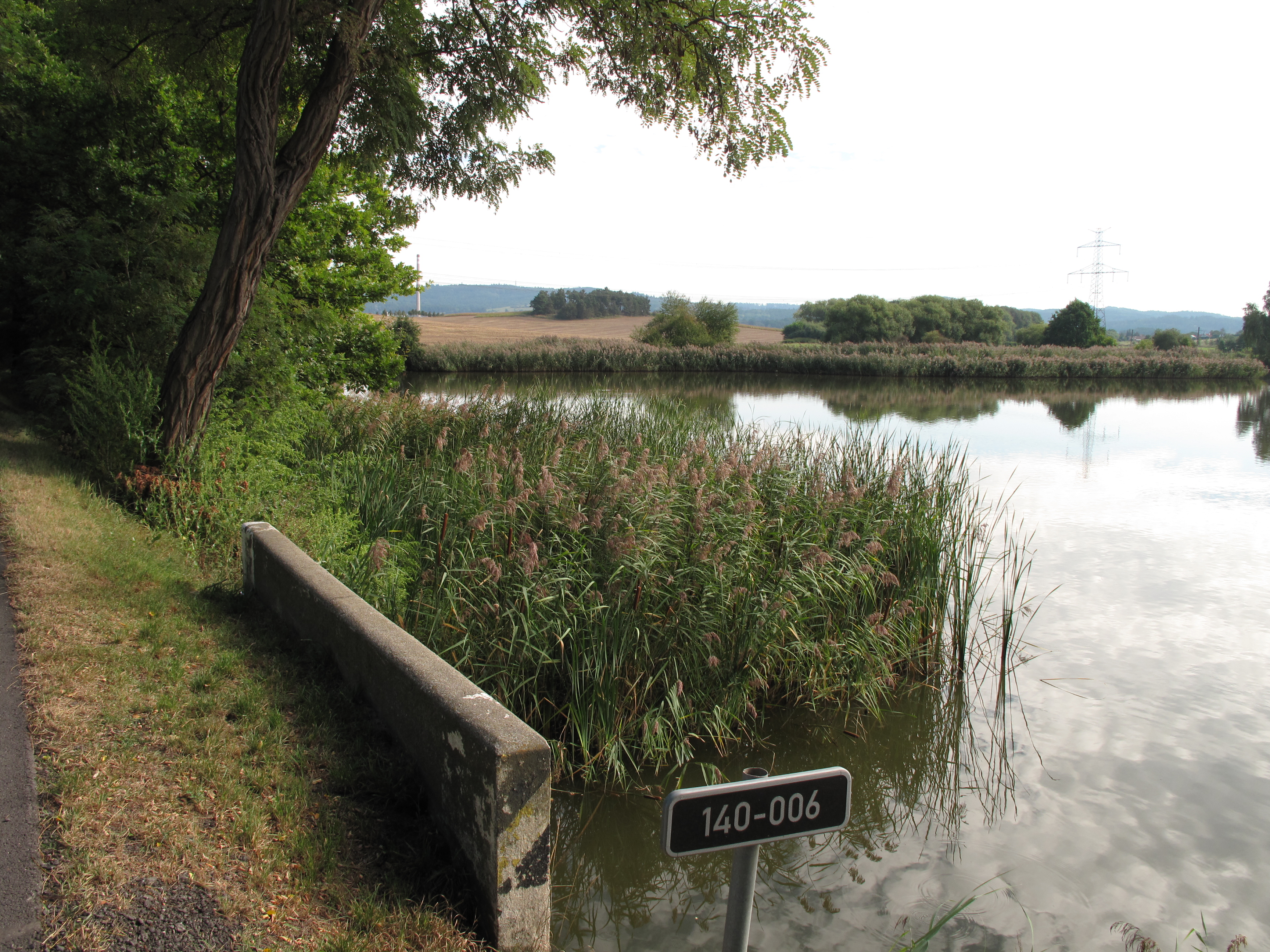
Přítok a pobřežní rákosiny
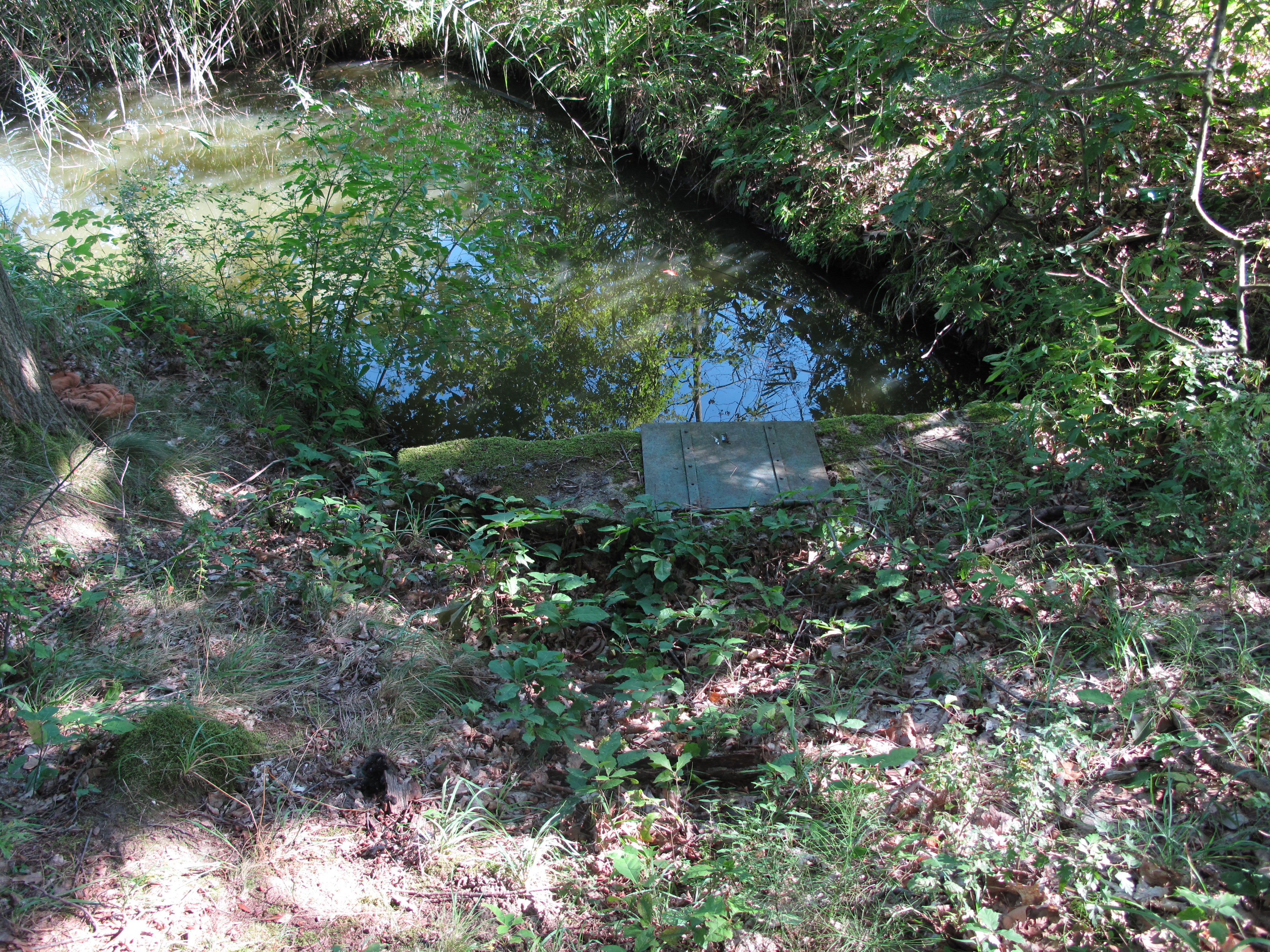
Přepad